# Buzzer Beat
Buzzer Beat (jap. ブザー・ビート~崖っぷちのヒーロー Buzā bīto ~ Gakeppuchi no hīrō) – japońska drama emitowana na kanale Fuji TV od 13 lipca do 21 września 2009.

## Fabuła
24-letni Naoki Kamiya, odkąd kiedy zaczynał zawodową grę w koszykówkę, przestał odnosić sukcesy i zaczął tracić pewność w siebie. Dzięki swojej dziewczynie Natsuki, przedłużył swój kontrakt z drużyną JC ARCS Tokyo na trzeci rok, który dawał nadzieję ostatniej szansy na pokazanie swoich możliwości i zaistnienie w tej dyscyplinie sportu. Jednocześnie poznał Riko Shirakawę, która pracuje na pół etatu w księgarni i marzy by zostać prawdziwą skrzypaczką. Dzięki temu dodała Naokiemu wiary w siebie i ich życie zaczęło się nagle zmieniać.

## Obsada
Źródło:.
- Tomohisa Yamashita jako Naoki Kamiya
- Keiko Kitagawa jako Riko Shirakawa
- Saki Aibu jako Natsuki Nanami
- Kanjiya Shihori jako Mai Ebina
- Hideaki Itō jako trener Kawasaki Tomoya
- Kaneko Nobuaki jako Yoyogi Ren
- Junpei Mizobata jako Shuji Hatano
- Aoki Munetaka jako Moriguchi Shuto
- Satoshi Kanada jako Yoshio Kasukabe
- Akiyoshi Kawashima jako Ryōsuke Matsuyama
- Masaru Nagai jako Utsunomiya Tōru
- Miki Maya jako Makiko Kamiya
- Aya Ōmasa jako Yuri Kamiya
- Ayaka Komatsu jako Shion Kanazawa

## Spis odcinków
| Lp. | Tytuł odcinka | Premiera         |
| --- | --- | ---------------- |
| 1   | Koi wa hito o tsuyokusuru!! Gakeppuchi hīrō shidō!! Shokai tokubetsu-hen (恋は人を強くする!! 崖っぷちヒーロー始動!! 初回特別編) | 13 lipca 2009    |
| 2   | Natsu no koi ga hajimaru!! (夏の恋が始まる!!)                                                                                   | 20 lipca 2009    |
| 3   | Futari no himitsu (二人の秘密)                                                                                                  | 27 lipca 2009    |
| 4   | Shōgeki no yoru (衝撃の夜) | 3 sierpnia 2009  |
| 5   | Kimi no namida (君の涙) | 10 sierpnia 2009 |
| 6   | Yakusoku (約束) | 17 sierpnia 2009 |
| 7   | 15-bun bakudai SP!! ……Hanasanai (15分拡大SP!! ……離さない)                                                                       | 24 sierpnia 2009 |
| 8   | Ikanaide (行かないで) | 31 sierpnia 2009 |
| 9   | Hikisakareta kizuna (引き裂かれた絆)                                                                                            | 7 września 2009  |
| 10  | Saishūshō・wakare (最終章・別れ)                                                                                                | 14 września 2009 |
| 11  | Saishūkai kakudai 75-bun SP kanketsu-hen!! ……Tabidachi (最終回拡大75分SP完結編!! ……旅立ち)                                      | 21 września 2009 |